# Усть-Чагирка
Усть-Чаги́рка (рос. Усть-Чагырка) — село у складі Краснощоковського району Алтайського краю, Росія. Входить до складу Чинетинської сільської ради.

## Населення
Населення — 162 особи (2010; 253 у 2002).
Національний склад (станом на 2002 рік):
- росіяни — 99 %